# Prêtreville
Prêtreville est une commune française, située dans le département du Calvados en région Normandie, peuplée de 390 habitants.

## Géographie
| Saint-Germain-de-Livet                          | Saint-Jean-de-Livet, Saint-Martin-de-Mailloc    | Saint-Martin-de-Mailloc                                                                                             |
| Saint-Germain-de-Livet                          | Prêtreville                                     | Saint-Martin-de-Mailloc, Valorbiquet (comm. dél. de Saint-Pierre-de-Mailloc)                                        |
| Livarot-Pays-d'Auge (comm. dél. d'Auquainville) | Livarot-Pays-d'Auge (comm. dél. d'Auquainville) | Valorbiquet (comm. dél. de Saint-Cyr-du-Ronceray, quelques mètres), Livarot-Pays-d'Auge (comm. dél. d'Auquainville) |

### Hydrographie
La commune est située dans le bassin Seine-Normandie. Elle est drainée par la Touques, le fossé 01 du Bois du Coudray, le ruisseau des Mollants, le ruisseau de Querville, le cours d'eau 04 de la commune de Prêtreville, le ruisseau de la Hardonnière, le fossé 01 des Ecaches, le cours d'eau 05 de la commune de Prêtreville, le fossé 07 de la commune de Prêtreville, le cours d'eau 10 de la commune de Prêtrevilledes bras de la Touques et un autre petit cours d'eau,.
La Touques, d'une longueur de 108 km, prend sa source dans la commune de Champ-Haut et se jette  dans la baie de Seine en limite de Trouville-sur-Mer et de Deauville, après avoir traversé 42 communes. Les caractéristiques hydrologiques de la Touques sont données par la station hydrologique située sur la commune de Saint-Martin-de-la-Lieue. Le débit moyen mensuel est de 2,56 m3/s. Le débit moyen journalier maximum est de 24,9 m3/s, atteint lors de la crue du 6 décembre 1988. Le débit instantané maximal est quant à lui de 38,2 m3/s, atteint le 12 mai 2024.

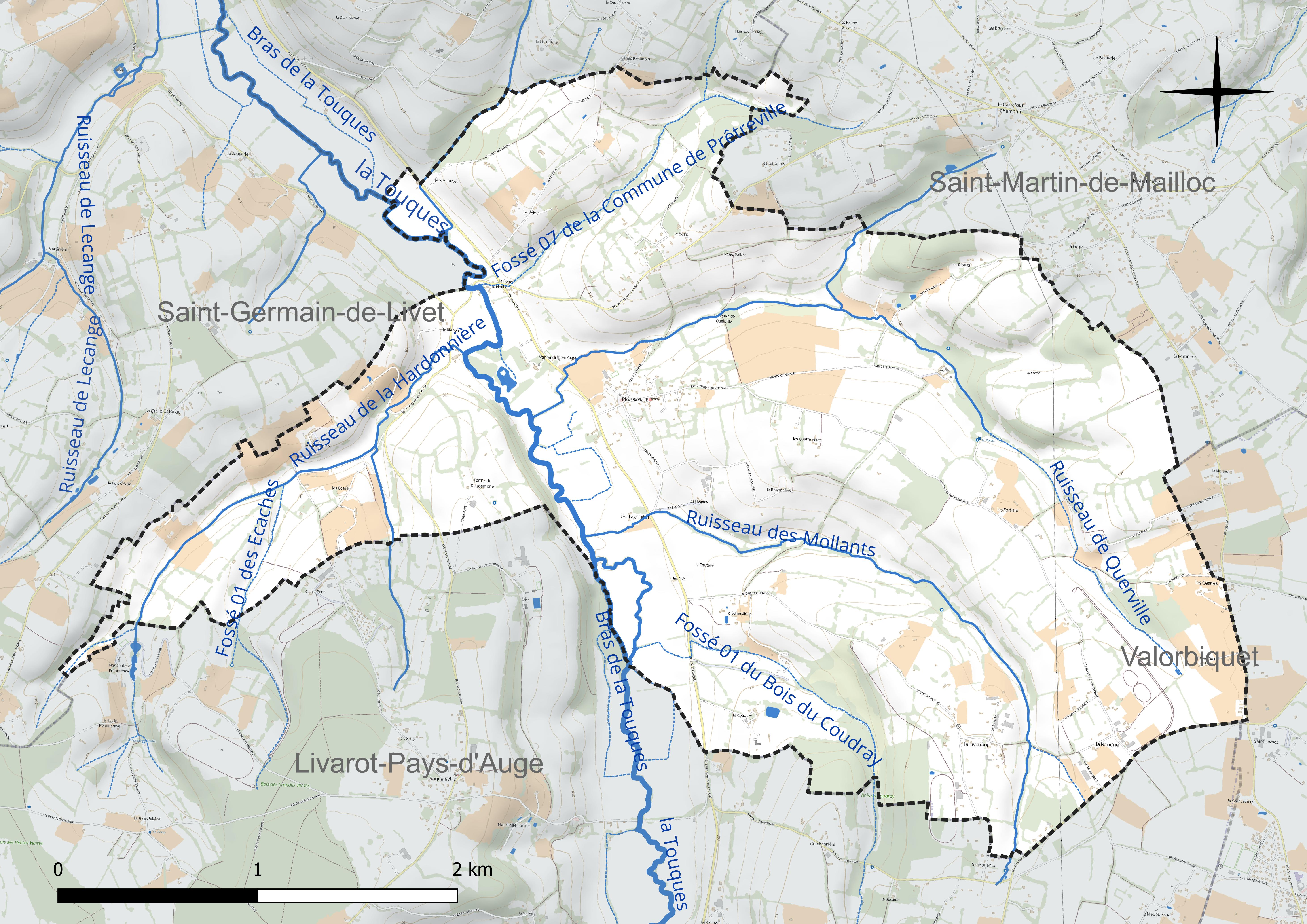
Réseau hydrographique de Prêtreville.

### Climat
Pour des articles plus généraux, voir Climat de la Normandie et Climat du Calvados.
En 2010, le climat de la commune est de type climat océanique altéré, selon une étude du CNRS s'appuyant sur une série de données couvrant la période 1971-2000. En 2020, Météo-France publie une typologie des climats de la France métropolitaine dans laquelle la commune est exposée à un climat océanique et est dans la région climatique  Normandie (Cotentin, Orne), caractérisée par une pluviométrie relativement élevée (850 mm/a) et un été frais (15,5 °C) et venté. Parallèlement le GIEC normand, un groupe régional d'experts sur le climat, différencie quant à lui, dans une étude de 2020, trois grands types de climats pour la région Normandie, nuancés à une échelle plus fine par les facteurs géographiques locaux. La commune est, selon ce zonage, exposée à un « climat contrasté des collines », correspondant au Pays d'Auge, Lieuvin et Roumois, moins directement soumis aux flux océaniques et connaissant toutefois des précipitations assez marquées en raison des reliefs collinaires qui favorisent leur formation.
Pour la période 1971-2000, la température annuelle moyenne est de 10,4 °C, avec  une amplitude thermique annuelle de 13,1 °C. Le cumul annuel moyen de précipitations est de 837 mm, avec 12,6 jours de précipitations en janvier et 8,3 jours en juillet. Pour la période 1991-2020, la température moyenne annuelle observée sur la station météorologique la plus proche, située sur la commune de Lisieux à 8 km à vol d'oiseau, est de 11,7 °C et le cumul annuel moyen de précipitations est de 881,4 mm,. Pour l'avenir, les paramètres climatiques de la commune estimés pour 2050 selon différents scénarios d'émission de gaz à effet de serre sont consultables sur un site dédié publié par Météo-France en novembre 2022.

## Urbanisme

### Typologie
Au 1er janvier 2024, Prêtreville est catégorisée commune rurale à habitat dispersé, selon la nouvelle grille communale de densité à 7 niveaux définie par l'Insee en 2022.
Elle est située hors unité urbaine. Par ailleurs la commune fait partie de l'aire d'attraction de Lisieux, dont elle est une commune de la couronne,. Cette aire, qui regroupe 57 communes, est catégorisée dans les aires de 50 000 à moins de 200 000 habitants,.

### Occupation des sols
L'occupation des sols de la commune, telle qu'elle ressort de la base de données européenne d'occupation biophysique des sols Corine Land Cover (CLC), est marquée par l'importance des territoires agricoles (97,9 % en 2018), une proportion sensiblement équivalente à celle de 1990 (98,1 %). La répartition détaillée en 2018 est la suivante : 
prairies (86 %), terres arables (11,9 %), forêts (1,9 %), zones urbanisées (0,1 %). L'évolution de l'occupation des sols de la commune et de ses infrastructures peut être observée sur les différentes représentations cartographiques du territoire : la carte de Cassini (XVIIIe siècle), la carte d'état-major (1820-1866) et les cartes ou photos aériennes de l'IGN pour la période actuelle (1950 à aujourd'hui).

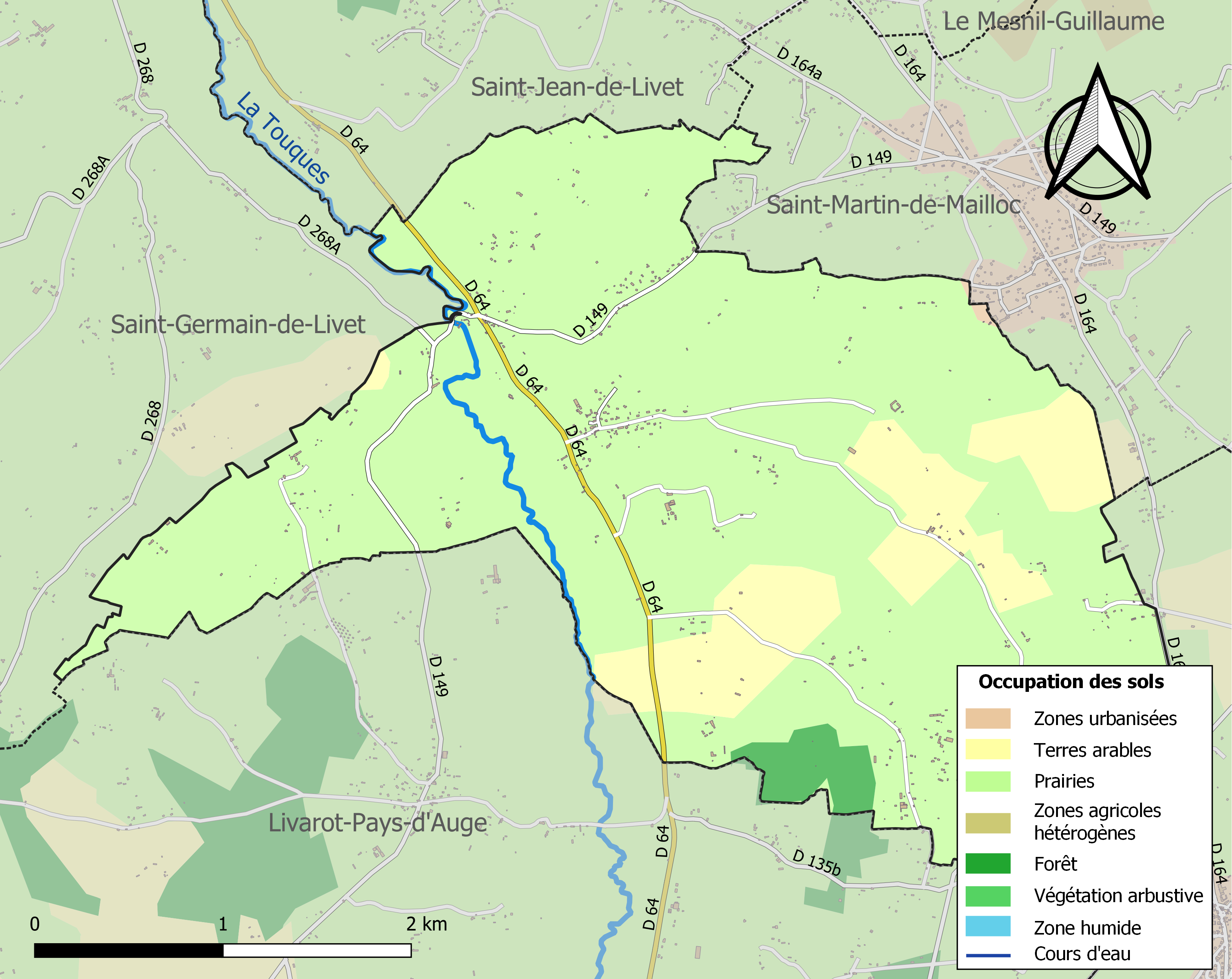
Carte des infrastructures et de l'occupation des sols de la commune en 2018 (CLC).

## Toponymie
Le nom de la localité est attesté sous la forme Prestrevilla en 1256.
Le toponyme est issu de l'oïl prestre (« prêtre ») et ville, qui encore au XIIIe siècle pouvait avoir le sens de « ferme, exploitation agricole ».
Le vocabulaire religieux a profondément marqué la toponymie française. Mais, en principe, un simple prêtre n'était pas seigneur féodal et des noms comme Prêtreville ne correspondent qu'à des édifices religieux. Ici la demeure du clerc.
Le gentilé est Prêtrevillois.

## Histoire

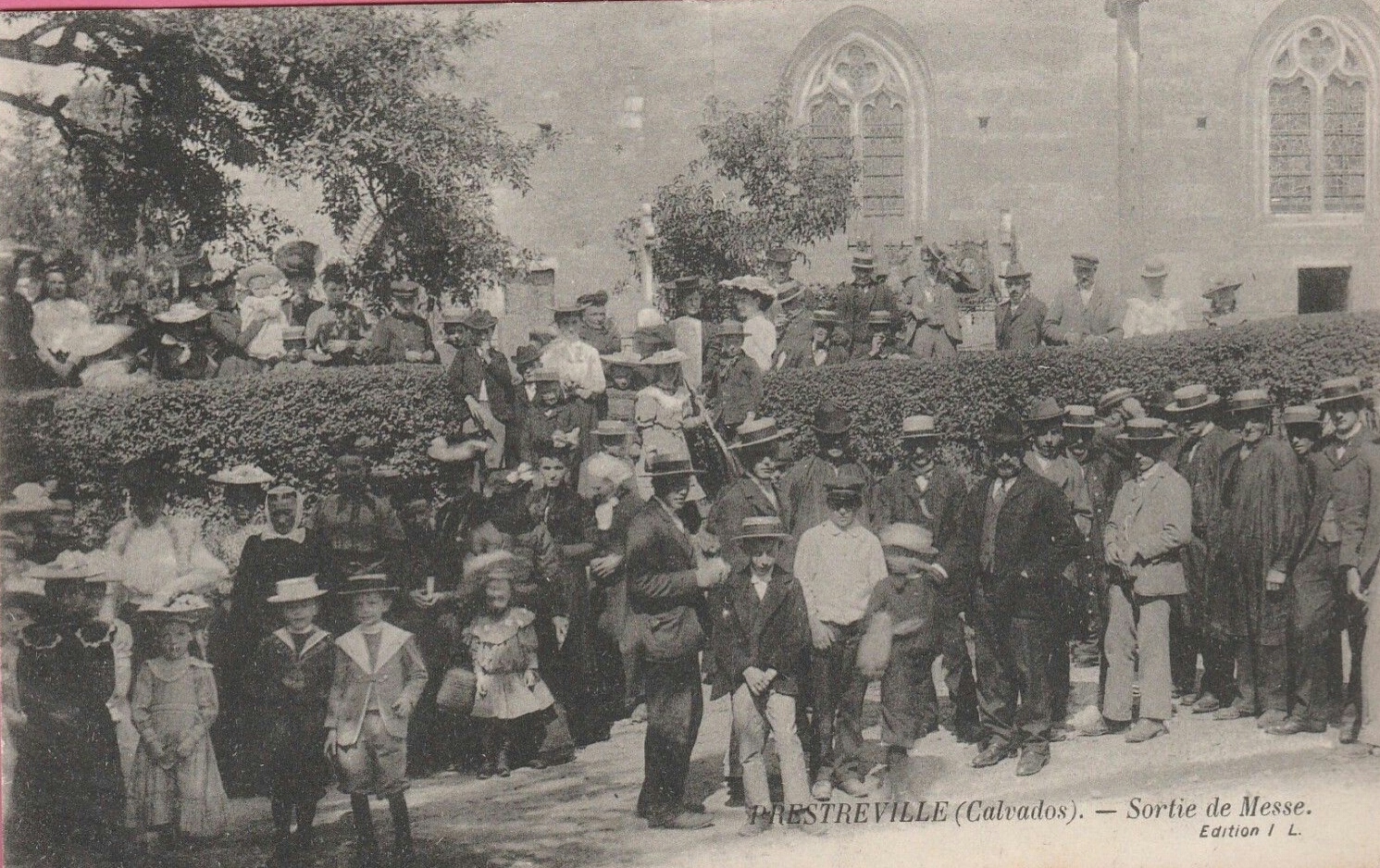
Sortie de messe en 1910.

## Politique et administration
| Période                                  | Période  | Identité              | Étiquette | Qualité                     |
| ---------------------------------------- | -------- | --------------------- | --------- | --------------------------- |
| avant 1981                               | ?        | François Courtemanche |           |                             |
| 1995                                     | En cours | Brigitte Hamelin      | SE        | Éducatrice en médico-social |
| Les données manquantes sont à compléter. |          |                       |           |                             |

## Démographie
L'évolution du nombre d'habitants est connue à travers les recensements de la population effectués dans la commune depuis 1793. Pour les communes de moins de 10 000 habitants, une enquête de recensement portant sur toute la population est réalisée tous les cinq ans, les populations de référence des années intermédiaires étant quant à elles estimées par interpolation ou extrapolation. Pour la commune, le premier recensement exhaustif entrant dans le cadre du nouveau dispositif a été réalisé en 2007.
En 2022, la commune comptait 390 habitants, en évolution de −5,57 % par rapport à 2016 (Calvados : +1,58 %, France hors Mayotte : +2,11 %).
Prêtreville comptait 971 habitants en 1793.
| 1793 | 1800 | 1806 | 1821 | 1831 | 1836 | 1841 | 1846 | 1851 |
| ---- | ---- | ---- | ---- | ---- | ---- | ---- | ---- | ---- |
| 971  | 942  | 966  | 793  | 672  | 671  | 659  | 632  | 635  |

| 1856 | 1861 | 1866 | 1872 | 1876 | 1881 | 1886 | 1891 | 1896 |
| ---- | ---- | ---- | ---- | ---- | ---- | ---- | ---- | ---- |
| 574  | 531  | 556  | 484  | 438  | 398  | 387  | 392  | 335  |

| 1901 | 1906 | 1911 | 1921 | 1926 | 1931 | 1936 | 1946 | 1954 |
| ---- | ---- | ---- | ---- | ---- | ---- | ---- | ---- | ---- |
| 324  | 309  | 305  | 310  | 295  | 300  | 309  | 318  | 303  |

| 1962 | 1968 | 1975 | 1982 | 1990 | 1999 | 2006 | 2007 | 2012 |
| ---- | ---- | ---- | ---- | ---- | ---- | ---- | ---- | ---- |
| 323  | 295  | 229  | 285  | 328  | 334  | 402  | 412  | 442  |

| 2017 | 2022 | - | - | - | - | - | - | - |
| ---- | ---- | - | - | - | - | - | - | - |
| 399  | 390  | - | - | - | - | - | - | - |

## Lieux et monuments
- Église Saint-Pierre du XIIIe siècle.
- Manoir de Querville du XVIe siècle, inscrit aux Monuments historiques[34].
- Oratoire Sainte-Anne.